# 20 juni
20 juni is de 171ste dag van het jaar (172ste dag in een schrikkeljaar) in de gregoriaanse kalender. Hierna volgen nog 194 dagen tot het einde van het jaar.

## Gebeurtenissen
- Algemeen

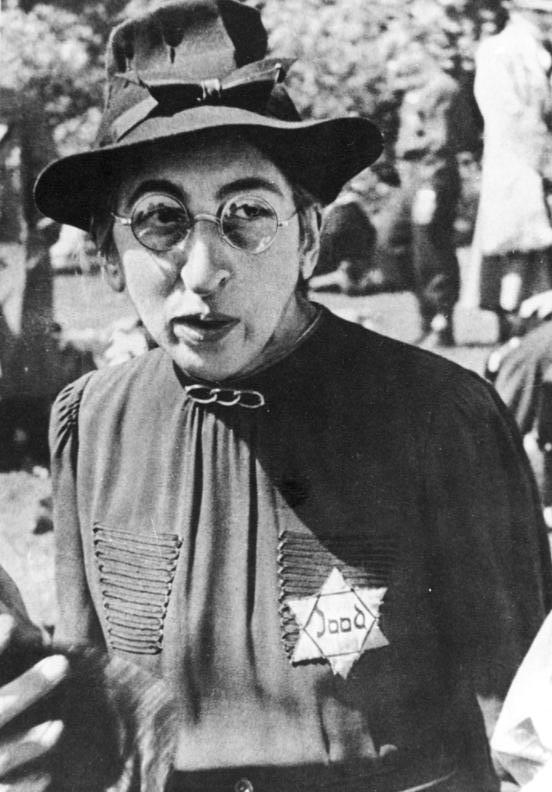
Vrouw met Jodenster tijdens razzia in Amsterdam op 20 juni 1943

  - 1596 - Johan Lodewijk I van Nassau-Idstein wordt opgevolgd door zijn zoon Johan Filips.
  - 1837 - Victoria volgt haar overleden oom Willem IV op als koningin van het Verenigd Koninkrijk.
  - 1856 - Karel III volgt zijn overleden vader Florestan I op als vorst van Monaco.
  - 1906 - De eerste elektrische tramlijn van Utrecht wordt geopend.
  - 1943 - De Duitsers voeren bij een razzia in Amsterdam 5500 joden weg naar Westerbork.
  - 1948 - De geallieerden voeren in West-Duitsland de D-mark in.
  - 1995 - België wordt om even voor vier uur 's ochtends getroffen door een lichte aardbeving die vrijwel in het hele land voelbaar is. Het epicentrum bevindt zich in Houdeng bij La Louvière, een plaatsje tussen Charleroi en Mons. De schok heeft een kracht van 4,5 op de schaal van Richter.
  - 2017 - Station Brussel-Centraal wordt getroffen door een bomaanslag. De aanval mislukt en er vallen geen gewonden.
- Oorlog
  - 451 - Slag op de Catalaunische Velden: De Hunnen en een foederati-contingent (bondgenoten) onder Attila de Hun worden bij Troyes (Grand Est) door het Romeinse leger (30.000 man) onder bevel van Flavius Aëtius teruggedreven, maar niet definitief verslagen.
  - 1944 - Het Japans vliegdekschip Hiyo wordt tijdens de Slag in de Filipijnenzee door torpedobommenwerpers van het Amerikaans vliegdekschip Belleau Wood tot zinken gebracht.
- Politiek
  - 1789 - In Versailles leggen vertegenwoordigers van de derde stand en hun sympathisanten uit de lagere geestelijkheid en de adel de Eed op de Kaatsbaan af.
  - 1863 - West Virginia treedt als 35e staat toe tot de Verenigde Staten.[1]
  - 1960 - De Mali-federatie, bestaande uit Mali en Senegal, wordt onafhankelijk van Frankrijk.
  - 1990 - In Zuid-Afrika keurt het parlement een wet goed die rassenscheiding op openbare plaatsen afschaft.
  - 1991 - De Duitse Bondsdag wijst Berlijn aan als de nieuwe hoofdstad.
  - 2003 - Actiecomité Stop MARTIJN wordt opgericht en heeft als belangrijkste doelstelling Vereniging MARTIJN tot opheffing te dwingen op basis van de huidige zedenwetgeving.
  - 2012 - Oud-premier Adrian Nastase van Roemenië doet een zelfmoordpoging nadat het hooggerechtshof hem eerder op de dag heeft veroordeeld tot twee jaar celstraf wegens corruptie.
- Religie
  - 1667 - Kardinaal Giulio Rospigliosi wordt gekozen tot Paus Clemens IX.
  - 1927 - Paus Pius XI creëert twee nieuwe kardinalen, onder wie de Belgische aartsbisschop van Mechelen Jozef Van Roey.
- Sport
  - 1968 - De Amerikaanse atleet Jim Hines brengt het wereldrecord op de 100 m op 9,9 s.
  - 1976 - Tsjecho-Slowakije wint in Belgrado het EK voetbal door titelverdediger West-Duitsland in de finale na strafschoppen (5-3) te verslaan.
  - 1987 - In het Eden Park-stadion in Auckland wint gastland Nieuw-Zeeland het eerste officiële wereldkampioenschap rugby door Frankrijk in de finale met 29-9 te verslaan.
  - 2007 - Het Nederlands voetbalelftal onder 21 wint van Engeland op het EK in Heerenveen na het nemen van 16 penalty's, waardoor de finale tegen Servië wordt bereikt.
  - 2003 - Start van de Special Olympics in Dublin.
  - 2017 - Voetbalclub Boca Juniors wint voor de 32ste keer de landstitel in Argentinië.
  - 2023 - De Ronde van Zwitserland voor vrouwen wordt gewonnen door Marlen Reusser uit Zwitserland. De Nederlandse Demi Vollering wordt tweede op een ruime minuut achterstand en de Italiaanse Elisa Longo Borghini legt beslag op de derde plaats in het algemeen klassement.[2]
- Wetenschap en technologie
  - 1877 - Alexander Graham Bell zet de eerste commerciële telefoondienst op in Hamilton, Ontario.
  - 1908 - Melitta Bentz, een huisvrouw uit Dresden neemt een patent op de koffiefilter.
  - 1926 - Demonstratie van de eerste, draadloze telefoon te Berlijn.
  - 1981 - Duizenden mensen wandelen door de in aanbouw zijnde Hemtunnel tussen Zaandam en Amsterdam om de mijlpaal te vieren dat het afzinken van tunneldelen onder het Noordzeekanaal is gelukt.
  - 1983 - De bemanning van spaceshuttle Challenger brengt de Indonesische communicatiesatelliet Palapa-B1, die toebehoort aan het telecommunicatiebedrijf Telkom, in de ruimte.[3]
  - 1989 - Opening van het Huis van de Toekomst.

## Geboren

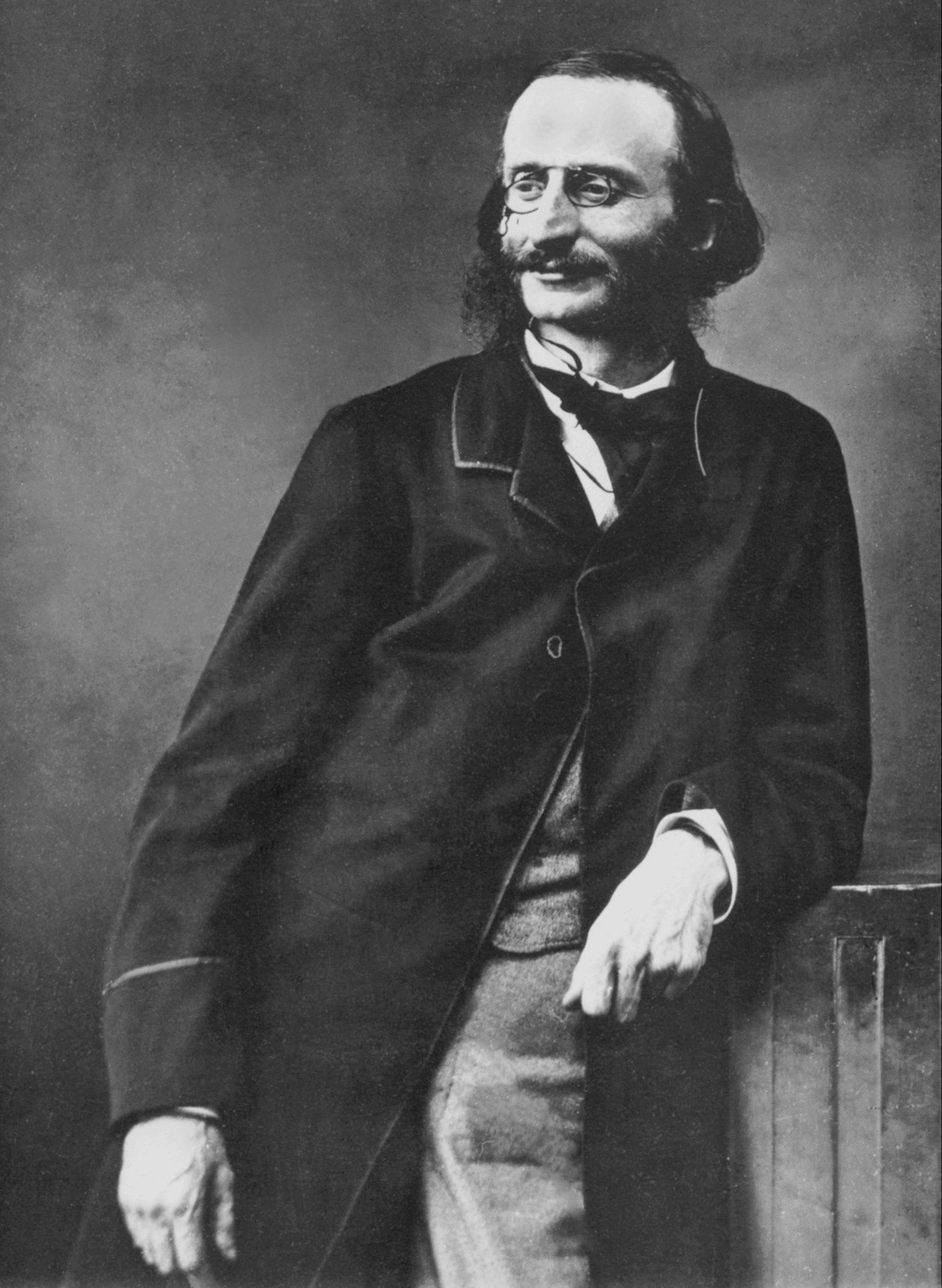
Jacques Offenbach,
geboren in 1819

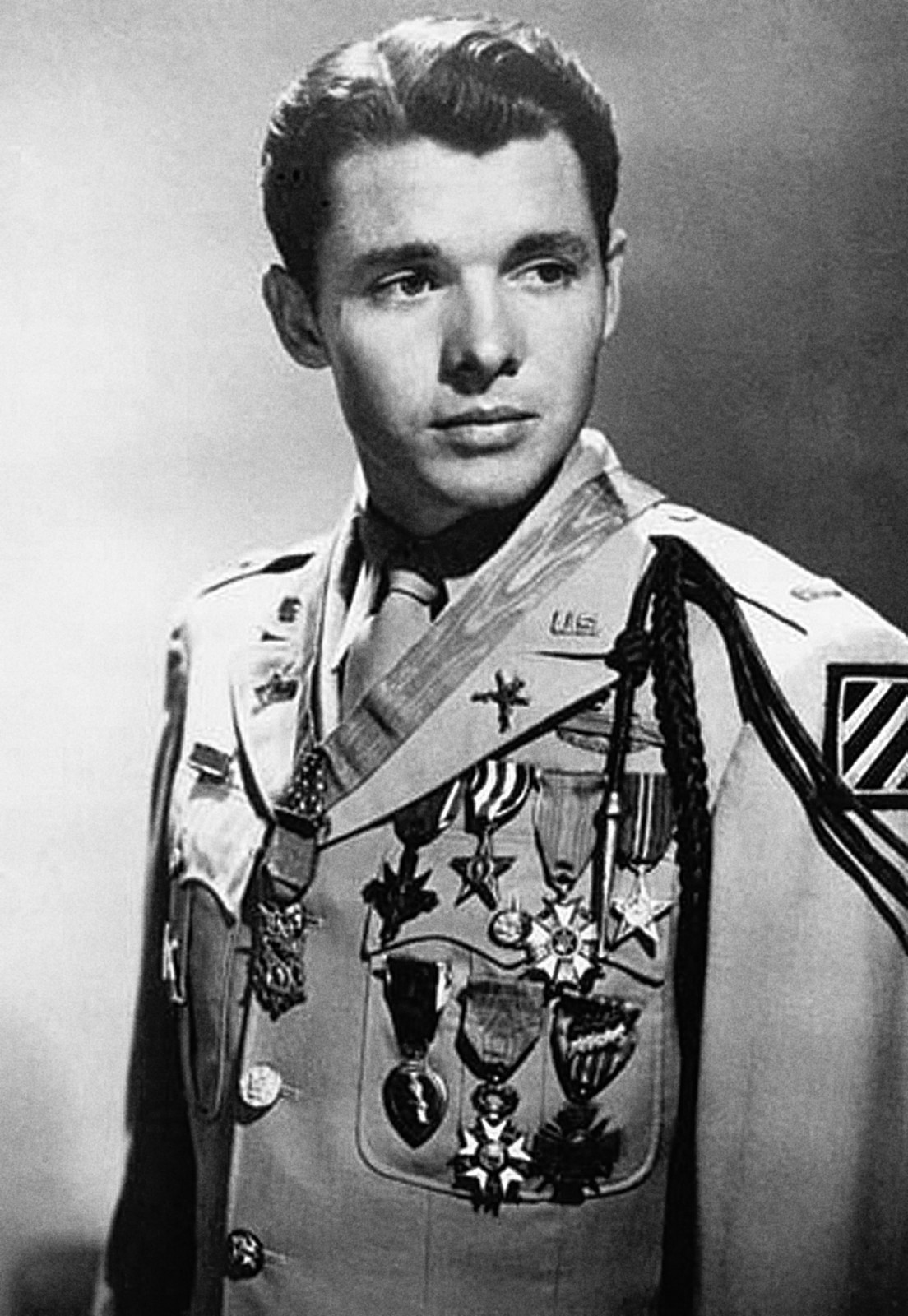
Audie Murphy,
geboren in 1925

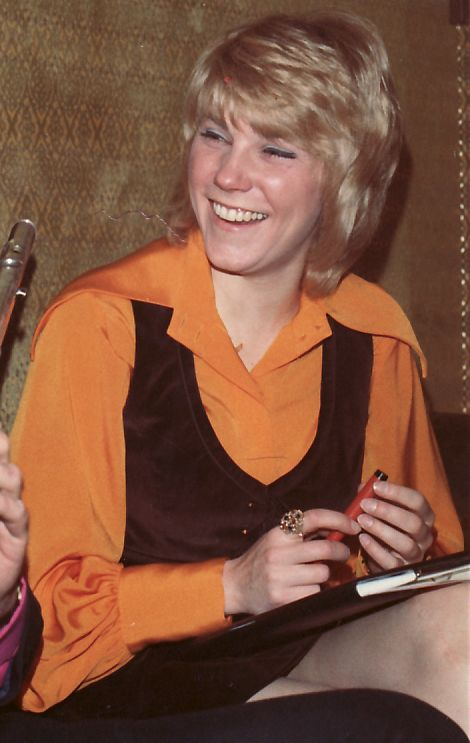
Anne Murray,
geboren in 1945

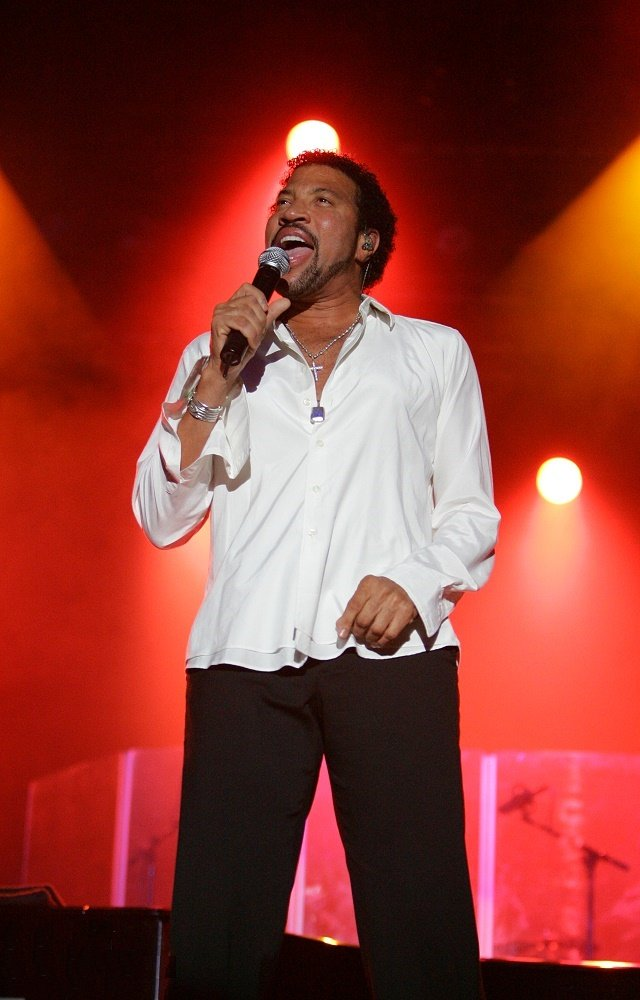
Lionel Richie,
geboren in 1949

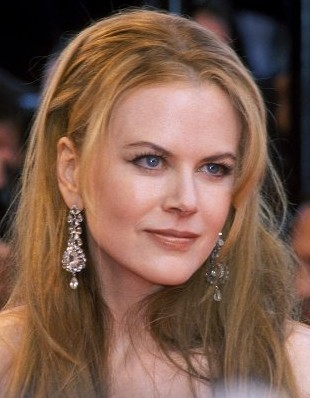
Nicole Kidman,
geboren in 1967

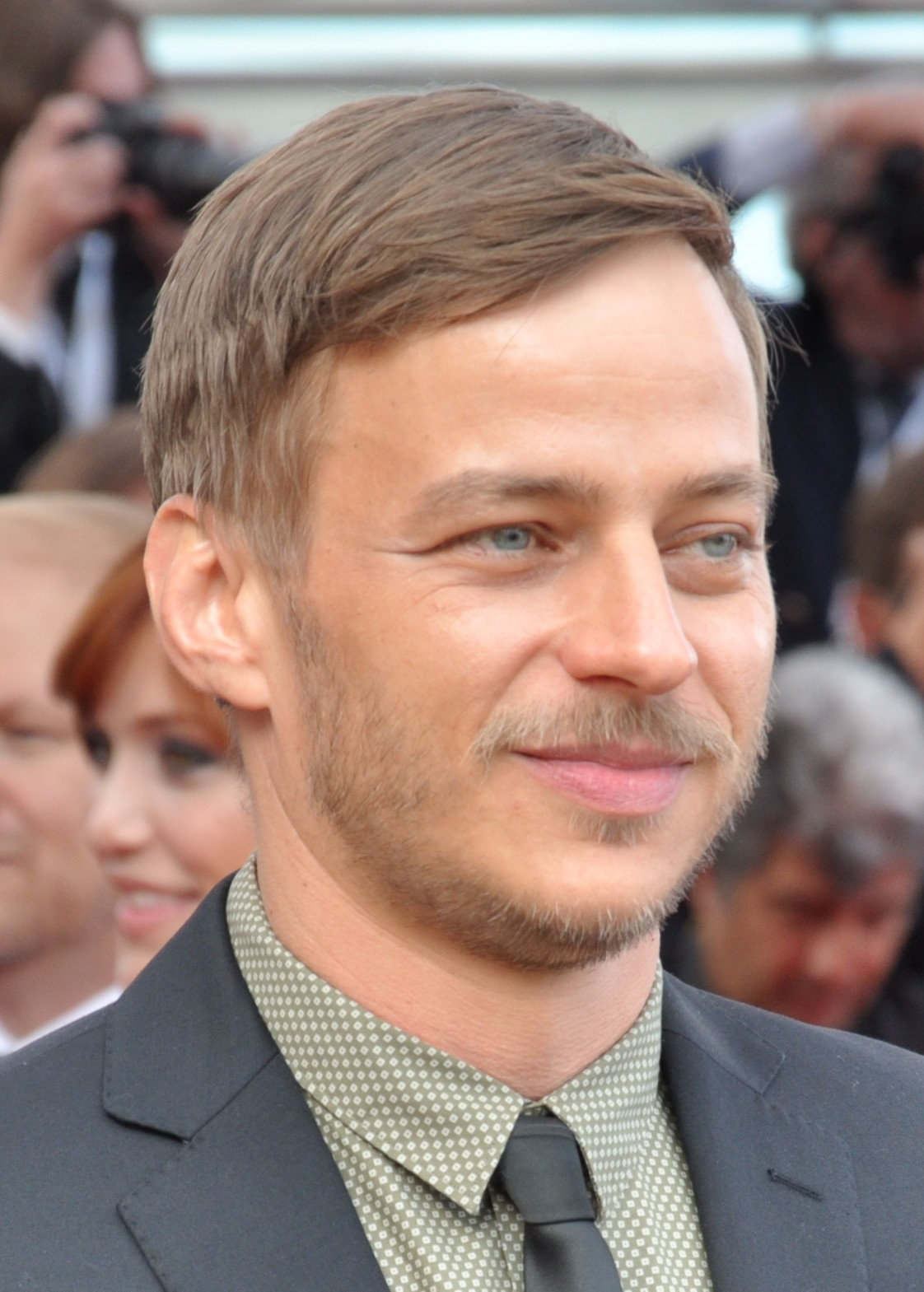
Tom Wlaschiha,
geboren in 1973

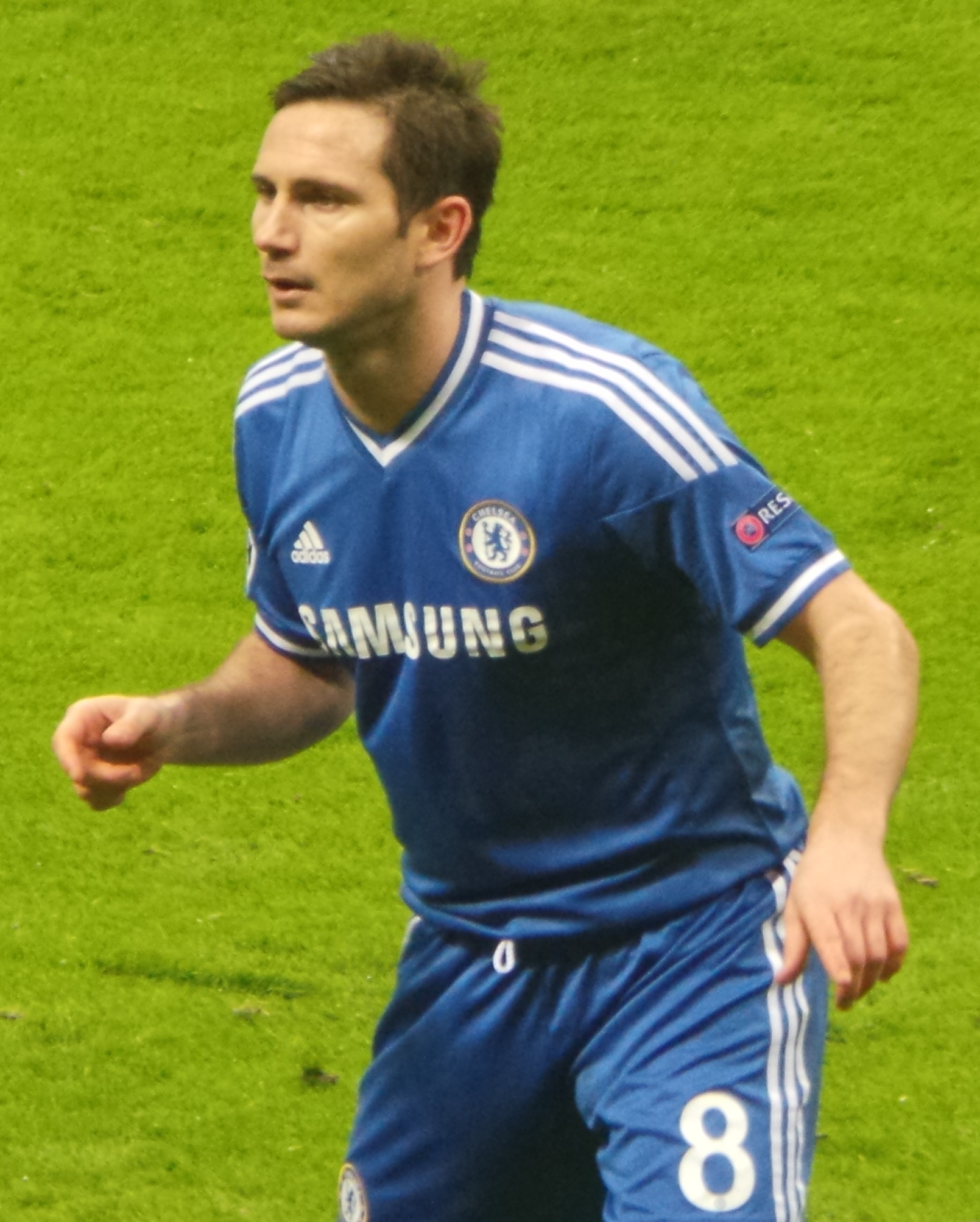
Frank Lampard,
geboren in 1978

- 1566 - Sigismund III, koning van Polen en Zweden (overleden 1632)
- 1674 - Nicholas Rowe, Engels dichter en toneelschrijver (overleden 1718)
- 1743 - Anna Laetitia Barbauld, Engels dichteres, essayiste, recensente en kinderboekenschrijfster (overleden 1825)
- 1817 - Jacobus Johannes Bos, Nederlands predikant en geschiedschrijver (overleden 1913)
- 1819 - Jacques Offenbach, Duits-Frans componist (overleden 1880)
- 1843 - Carel van Nievelt, Nederlands schrijver en journalist (overleden 1913)
- 1871 - Louis Delfau, Frans schilder (overleden 1937)
- 1879 - Vladko Maček, Kroatisch politicus (overleden 1964)
- 1883 - August Schotte, Nederlands atleet (overleden 1968)
- 1883 - Jules Verstraete, Nederlands acteur (overleden 1951)
- 1884 - Adolphe Engers, Nederlands acteur (overleden 1945)
- 1887 - Kurt Schwitters, Duits schrijver en schilder (overleden 1948)
- 1891 - John A. Costello, Iers staatsman (overleden 1976)
- 1899 - Anthon van der Horst, Nederlands organist, dirigent en componist (overleden 1965)
- 1899 - Jean Moulin, Frans verzetsstrijder (overleden 1943)
- 1902 - Juan Evaristo, Argentijns voetballer (overleden 1975)
- 1906 - Henk Asperslagh, Nederlands schilder, glazenier en monumentaal kunstenaar (overleden 1964)
- 1906 - Robert Wade King, Amerikaans atleet (overleden 1965)
- 1907 - Eugène Langenraedt, Belgisch atleet (overleden ??)
- 1909 - Errol Flynn, Amerikaans acteur (overleden 1959)
- 1911 - Paul Pietsch, Duits autocoureur (overleden 2012)
- 1912 - Roberto Emílio da Cunha, Braziliaans voetballer (overleden 1977)
- 1912 - Jack Torrance, Amerikaans atleet (overleden 1969)
- 1914 - Muazzez İlmiye Çığ, Turks historica (overleden 2024)
- 1918 - George Lynch, Amerikaans autocoureur (overleden 1997)
- 1920 - Eduardo Mondlane, Mozambikaans verzetsstrijder (overleden 1969)
- 1920 - Heinrich Weiss, Zwitsers verzamelaar en mecenas (overleden 2020)
- 1921 - Hans Gerschwiler, Zwitsers kunstschaatser (overleden 2017)
- 1921 - Matilde Rosa Lopes de Araújo, Portugees (kinderboeken)schrijfster (overleden 2010)
- 1922 - Guillaume Marquet, Belgisch atleet (overleden 2010)
- 1923 - Marcus Bakker, Nederlands politicus (overleden 2009)
- 1923 - Peter Gay, Amerikaans historicus (overleden 2015)
- 1923 - Rudi Hemmes, Nederlands Engelandvaarder (overleden 2022)
- 1924 - Chet Atkins, Amerikaans country-gitarist (overleden 2001)
- 1924 - Rainer Barzel, Duits politicus (overleden 2006)
- 1924 - Fritz Koenig, Duits beeldhouwer (overleden 2017)
- 1925 - Audie Murphy, Amerikaans militair en acteur (overleden 1971)
- 1928 - Eric Dolphy, Amerikaans jazzmusicus en componist (overleden 1964)
- 1928 - Martin Landau, Amerikaans televisie- en filmacteur (overleden 2017)
- 1928 - Jean-Marie Le Pen, Frans extreemrechts politicus (overleden 2025)
- 1929 - Eric van der Donk, Nederlands acteur (overleden 2021)
- 1929 - Ingrid Haebler, Oostenrijks pianiste (overleden 2023)
- 1930 - Magdalena Abakanowicz, Pools beeldhouwster/textielkunstenares (overleden 2017)
- 1931 - Olympia Dukakis, Amerikaans actrice (overleden 2021)
- 1931 - Urszula Kozioł, Pools dichteres (overleden 2025)
- 1931 - James Tolkan, Amerikaans filmacteur
- 1933 - Danny Aiello, Amerikaans acteur (overleden 2019)
- 1933 - Jean Boiteux, Frans zwemmer (overleden 2010)
- 1933 - Dai Dower, Brits bokser (overleden 2016)
- 1933 - Pierre Klees, Belgisch bedrijfsleider, bestuurder en topambtenaar (overleden 2022)
- 1933 - Ben Peters, Amerikaans componist van countrymuziek (overleden 2005)
- 1934 - Rossana Podestà, Italiaans actrice (overleden 2013)
- 1934 - Rius, Mexicaans illustrator en schrijver (overleden 2017)
- 1938 - Dennis Budimir, Amerikaans jazzgitarist (overleden 2023)
- 1938 - Niek Pancras, Nederlands acteur (overleden 2010)
- 1939 - Dušan Drašković, Joegoslavisch voetballer en voetbalcoach
- 1939 - Jan Nagel, Nederlands politicus
- 1940 - Josep Maria Benet i Jornet, Catalaans dramaturg en regisseur (overleden 2020)
- 1940 - Eugen Drewermann, Duits theoloog
- 1940 - John Mahoney, Engels-Amerikaans acteur (overleden 2018)
- 1940 - Bob Porter, Amerikaans muziekproducent en radiopresentator (overleden 2021)
- 1941 - Dieter Mann, Duits acteur, radiopersoonlijkheid en regisseur (overleden 2022)
- 1941 - Ulf Merbold, Duits fysicus en astronaut
- 1941 - Stephen Frears, Brits filmregisseur
- 1941 - Reimut Reiche, Duits socioloog, seksuoloog, auteur en psychoanalyticus
- 1941 - Albert Sjesternjov, Russisch voetballer (overleden 1994)
- 1942 - Edoeard Margarov, Sovjet-Armeens voetballer en trainer
- 1942 - Brian Wilson, Amerikaans bassist en zanger (overleden 2025)
- 1943 - Édson Cegonha, Braziliaans voetballer (overleden 2015)
- 1944 - Edmund Czihak, Duits motorcoureur
- 1944 - Roy Frederick Schwitters, Amerikaans hoogleraar natuurkunde (overleden 2023)
- 1944 - Bert van Sprang, oprichter van de Jongerenwerkgroep voor Sterrenkunde (overleden 2015)
- 1945 - Maria Guinot, Portugees zangeres (overleden 2018)
- 1945 - Soeki Irodikromo, Surinaams kunstenaar (overleden 2020)
- 1945 - John McCook, Amerikaans acteur
- 1945 - Shekhar Mehta, Keniaans rallyrijder (overleden 2006)
- 1945 - Anne Murray, Canadees zangeres
- 1945 - Piotr Nurowski, Pools tennisser (overleden 2010)
- 1946 - Birgitte van Deurs, Deens hertogin van Gloucester
- 1946 - Xanana Gusmão, eerste president van Oost-Timor
- 1946 - Flip Jonkman, Nederlands dirigent
- 1946 - Lars Vilks, Zweeds kunstenaar (overleden 2021)
- 1946 - Bote Wilpstra, Nederlands wetenschapper, bestuurder en politicus[4] (overleden 2021)
- 1947 - Gérard Collomb, Frans politicus (overleden 2023)
- 1949 - William Crain, Amerikaans film- en televisieregisseur
- 1949 - Lionel Richie, Amerikaans zanger
- 1950 - Henk Medema, Nederlands uitgever en schrijver (overleden 2024)
- 1952 - John Goodman, Amerikaans acteur
- 1952 - Roland Kahn, Nederlands ondernemer
- 1952 - Vikram Seth, Indiaas dichter en romanschrijver
- 1953 - Eduardo Vilarete, Colombiaans voetballer
- 1954 - José Oscar Bernardi (Oscar), Braziliaans voetballer
- 1954 - Harald Jährling, Oost-Duits roeier (overleden 2023)
- 1955 - Véronique Colonval, Belgisch atlete
- 1956 - Anton Fier, Amerikaans drummer, muziekproducent, componist en orkestleider (overleden 2022)
- 1957 - Koko B. Ware, Amerikaans professioneel worstelaar
- 1958 - André van Duren, Nederlands regisseur
- 1958 - Draupadi Murmu, Indiaas politica; president sinds 2022
- 1958 - Kelly Johnson, Brits gitariste van Girlschool (overleden 2007)
- 1959 - Venancio Ramos, Uruguayaans voetballer
- 1960 - Ernst Cramer, Nederlands politicus
- 1961 - Karin Enke, Oost-Duits schaatsster
- 1961 - Alain Van Baekel, Belgisch voetballer
- 1962 - Kirk Baptiste, Amerikaans sprinter (overleden 2022)
- 1963 - Eric Adère, Belgisch atleet
- 1963 - Petri Sulonen, Fins voetballer (overleden 2024)
- 1964 - Pierfrancesco Chili, Italiaans motorcoureur
- 1964 - Silke Möller, Oost-Duits atlete
- 1964 - Adrian Timmis, Brits wielrenner
- 1965 - Marc Van Ranst, Belgisch viroloog
- 1966 - Carlo l'Ami, Nederlands voetballer en keeperstrainer
- 1967 - Sjors Fröhlich, Nederlands radio- en televisiepresentator
- 1967 - Nicole Kidman, Amerikaans actrice
- 1967 - Grunde Njøs, Noors langebaanschaatser
- 1969 - Paulo Bento, Portugees voetballer en voetbaltrainer
- 1969 - José Luis Calva, Mexicaans schrijver (overleden 2007)
- 1970 - Andrea Nahles, Duits politica
- 1970 - Michelle Reis, Chinees actrice en fotomodel
- 1970 - Oren Smadja, Israëlisch judoka
- 1972 - Petra De Steur, Belgisch zangeres
- 1972 - Craig Thomson, Schots voetbalscheidsrechter
- 1972 - Tom Van Dyck, Belgisch acteur
- 1973 - Sven Koopmans, Nederlands politicus
- 1973 - Chino Moreno, Amerikaans muzikant
- 1973 - Josh Shapiro, Amerikaans Democratisch politicus; gouverneur van Pennsylvania
- 1973 - Robert Steiner, Zweeds voetballer
- 1973 - Tom Wlaschiha, Duits acteur
- 1974 - Tamás Sándor, Hongaars voetballer
- 1975 - Adriano de Micheli, Italiaans autocoureur
- 1975 - Daniel Zitka, Tsjechisch voetballer
- 1976 - Juliano Belletti, Braziliaans voetballer
- 1978 - Frank Lampard, Engels voetballer
- 1978 - Jan-Paul Saeijs, Nederlands voetballer
- 1979 - Julie Fowlis, Schots folkzangeres en musicus
- 1979 - Ma Ning, Chinees voetbalscheidsrechter
- 1980 - Pieter Collen, Belgisch voetballer
- 1980 - Tony Lovato, Amerikaans zanger en gitarist
- 1980 - Britt Van Marsenille, Belgisch presentatrice
- 1980 - Fabian Wegmann, Duits wielrenner
- 1980 - Jorrit Woudt, Nederlands organist
- 1981 - David Bell, Amerikaans basketballer
- 1982 - Andrew Baddeley, Brits atleet
- 1982 - Oscar Castelo, Filipijns jurist en politicus
- 1982 - Jan Frederiksen, Deens voetballer
- 1982 - April Ross, Amerikaans beachvolleyballer
- 1983 - Leroy Dixon, Amerikaans atleet
- 1983 - Mika Poutala, Fins schaatser
- 1985 - Cyril Detremmerie, Belgisch voetballer (overleden 2016)
- 1985 - Dieter Vanthourenhout, Belgisch veldrijder
- 1986 - Luca Cigarini, Italiaans voetballer
- 1986 - Levi van der Heijden, Nederlands voetballer
- 1987 - Asmir Begović, Bosnisch-Canadees voetballer
- 1987 - Joseph Ebuya, Keniaans atleet
- 1987 - Itumeleng Khune, Zuid-Afrikaans voetballer
- 1988 - Marc Harlaux, Nederlands voetballer
- 1988 - Wendy van der Zanden, Nederlands zwemster
- 1989 - Christian-Petru Ciochirca, Oostenrijks voetbalscheidsrechter
- 1989 - Jordy Deckers, Nederlands voetballer
- 1989 - Javier Pastore, Argentijns-Italiaans voetballer
- 1990 - Johan Jokinen, Deens autocoureur
- 1990 - Maxence Muzaton, Frans alpineskiër
- 1990 - Arsenio Snijders, Nederlands-Surinaams voetballer
- 1991 - Kalidou Koulibaly, Senegalees-Frans voetballer
- 1991 - Rick ten Voorde, Nederlands voetballer
- 1992 - Alberto Cerqui, Italiaans autocoureur
- 1992 - Marcelo Meli, Argentijns voetballer
- 1993 - Ishmael Barbara, Maltees voetbalscheidsrechter
- 1993 - Sead Kolašinac, Bosnisch-Duits voetballer
- 1993 - Jacob Rinne, Zweeds voetballer
- 1994 - Sarah Köhler, Duits zwemster
- 1994 - Younes Namli, Deens-Marokkaans voetballer
- 1994 - Jake Packard, Australisch zwemmer
- 1995 - Jordymone9, Nederlands rapper
- 1995 - Gerson Rodrigues, Luxemburgs-Portugees voetballer
- 1995 - Caroline Weir, Schots voetbalster
- 1996 - Kelvin van der Linde, Zuid-Afrikaans autocoureur
- 1997 - Jordan Larsson, Zweeds-Kaapverdisch voetballer
- 1997 - Pedro Guilherme Abreu dos Santos (Pedro), Braziliaans voetballer
- 1998 - Jeredy Hilterman, Surinaams-Nederlands voetballer
- 1998 - Kajsa Vickhoff Lie, Noors alpineskiester
- 1999 - Francesco Antonucci, Belgisch-Italiaans voetballer
- 1999 - Nassim Boujellab, Marokkaans-Duits voetballer
- 1999 - Phil Sieben, Duits voetballer
- 1999 - Matthew Temple, Australisch zwemmer
- 2000 - Mitchel Bakker, Nederlands voetballer
- 2000 - Mischa Bredewold, Nederlands wielrenster
- 2000 - Ole Romeny, Nederlands voetballer
- 2001 - Gonçalo Ramos, Portugees voetballer
- 2002 - Hugo Ekitike, Frans-Kameroens voetballer
- 2003 - Federico Biagini, Italiaans wielrenner
- 2003 - Bastian Buus, Deens autocoureur
- 2006 - Bruno Del Pino, Spaans autocoureur
- 2011 - Julian Hilliard, Amerikaans kindacteur

## Overleden

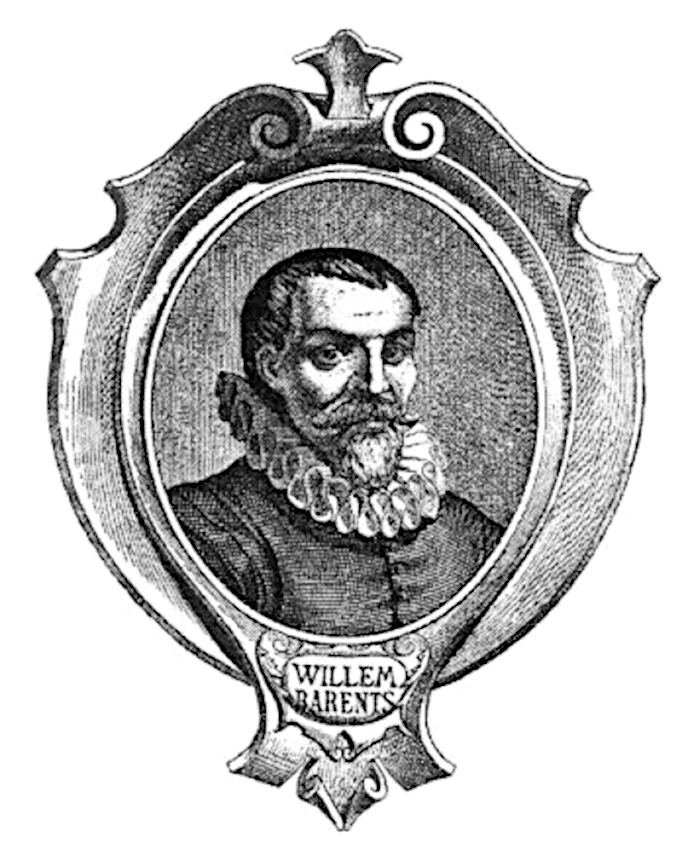
Willem Barentsz,
overleden in 1597

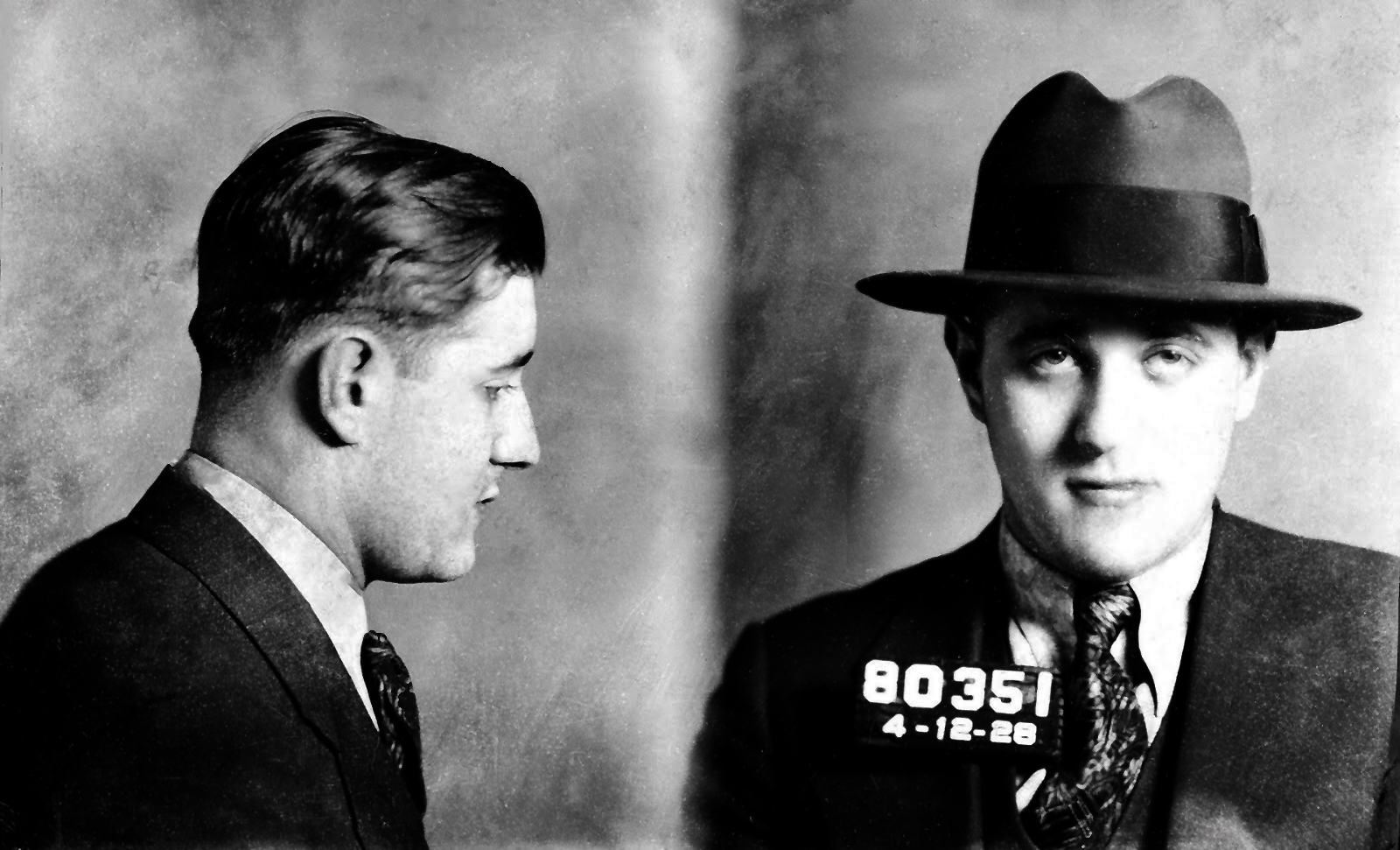
Bugsy Siegel,
overleden in 1947

- 840 - Lodewijk de Vrome (62), koning van de Franken
- ca. 1235/38 - Elisabeth van Leiningen, Duits edelvrouw
- 1596 - Johan Lodewijk I van Nassau-Idstein (~29), graaf van Nassau-Idstein
- 1597 - Willem Barentsz (ong. 47), Nederlands zeevaarder en ontdekkingsreiziger
- 1730 - Gabriël Grupello(86), Belgisch beeldhouwer
- 1731 - Ned Ward, Engels schrijver
- 1787 - Karl Friedrich Abel (63), Duits componist
- 1805 - Pieter Pijpers (55), Nederlands dichter en toneelschrijver
- 1837 - Willem IV (71), Engels koning
- 1851 - Narciso Clavería (56), Spaans militair, politicus en gouverneur-generaal van de Filipijnen
- 1856 - Florestan I (70), vorst van Monaco
- 1866 - Bernhard Riemann (39), Duits wiskundige
- 1888 - Maria Elisabeth Louise Frederika van Pruisen (32), prinses van Pruisen
- 1888 - Johann Zukertort (45), Pools schaker
- 1901 - Alexander Forrest (51), ontdekkingsreiziger, landmeter en parlementslid in West-Australië
- 1922 - Vittorio Monti (54), Italiaans componist
- 1923 - Jean Baptiste Nobels (66), Belgisch politicus
- 1925 - Josef Breuer (83), Oostenrijks psycholoog
- 1928 - Catharina Cool (53), Nederlands mycoloog
- 1930 - Jules Pascin, Frans/Amerikaans kunstschilder
- 1932 - Marshall Walter Taylor (53), Amerikaans wielrenner
- 1933 - Clara Zetkin (75), Duits activiste en politicus
- 1940 - Frederick Rosse (73?), Brits componist
- 1940 - Charley Chase (46), Amerikaans komiek, scenarioschrijver en filmregisseur
- 1942 - Jan Galama (57), Nederlands Rooms-Katholieke priester
- 1942 - Johan Marie Jacques Hubert Lambooy (67), Nederlands minister en burgemeester
- 1947 - Bugsy Siegel (41), Amerikaans gangster
- 1952 - Luigi Fagioli (54), Italiaans autocoureur
- 1953 - Hendrik de Man, Belgisch politicus
- 1958 - Kurt Alder (55), Duits scheikundige en Nobelprijswinnaar
- 1966 - Georges Lemaître (71), Belgisch katholiek priester, astronoom en natuurkundige
- 1972 - Berhardina Midderigh-Bokhorst (92), Nederlands kunstenaar
- 1974 - Horace Lindrum (62), Australisch snookerspeler en biljarter
- 1980 - William Emanuël Juglall (81), Surinaams politicus
- 1991 - Kitty ter Braake (77), Nederlands atlete
- 1995 - Emil Cioran (84), Roemeens filosoof en essayist
- 1997 - John Akii-Bua (47), Oegandees atleet
- 1997 - Henri Haest (70), Belgisch atleet
- 1997 - Lawrence Payton (59), Amerikaans tenorzanger
- 1999 - Bauke Bies (39), Nederlands dammer
- 2002 - Erwin Chargaff (96), Oostenrijks biochemicus
- 2002 - Tinus Osendarp (86), Nederlands atleet en SS'er
- 2005 - Jack Kilby (81), Amerikaans natuurkundige
- 2007 - Ernie Brunings (62), Surinaams politicus en bioloog
- 2007 - Bart Tromp (62), Nederlands columnist en hoogleraar
- 2009 - Wim Kouwenhoven (85), Nederlands acteur
- 2010 - Lai Sun Cheung (59), Hongkongs voetballer en voetbalcoach
- 2010 - Roberto Rosato (66), Italiaans voetballer
- 2010 - Jaap Tinbergen (75), Nederlands astronoom
- 2011 - Ryan Dunn (34), Amerikaans acteur. Lid van de Amerikaanse televisieserie Jackass
- 2014 - Oberdan Cattani (95), Braziliaans voetbaldoelman
- 2015 - Esther Brand (92), Zuid-Afrikaans atlete
- 2016 - Benoîte Groult (96), Frans schrijfster
- 2016 - Ernesto Maceda (81), Filipijns politicus
- 2016 - Edgard Pisani (97), Frans politicus
- 2017 - Auke Beckeringh van Rhijn (97), Nederlands burgemeester
- 2017 - Eddie Diehl (81), Amerikaans jazzgitarist
- 2017 - Prodigy (42), Amerikaans rapper
- 2017 - Ludger Rémy (68), Duits klavecimbelspeler, pianofortespeler, dirigent en muziekpedagoog
- 2018 - Sándor Kányádi (89), Transsylvaans dichter
- 2018 - Peter Thomson (88), Australisch golfspeler, golfbaanontwerper
- 2019 - Eddie Garcia (90), Filipijns acteur en regisseur
- 2019 - Hans Hoetink (90), Nederlands kunsthistoricus en museumdirecteur
- 2019 - Nora Tilley (67), Belgisch actrice
- 2020 - William Millerson (67), Curaçaos politicus en karateka
- 2021 - Luis del Sol (86), Spaans voetballer
- 2022 - Sture Allén (93), Zweeds hoogleraar en taalkundige
- 2023 - Sungbong Choi (33), Zuid-Koreaans zanger
- 2024 - Paul Davidson (93), Amerikaans macro-econoom
- 2024 - Luc Maezelle (92), Belgisch striptekenaar
- 2024 - Donald Sutherland (88), Canadees acteur
- 2025 - Ivar Giaever (96), Noors-Amerikaans natuurkundige en Nobelprijswinnaar
- 2025 - Francis Graham-Smith (102), Brits astronoom
- 2025 - Pauli Nevala (84), Fins atleet
- 2025 - Yin Fatang (102), Chinees politicus en militair bevelhebber

## Viering/herdenking
- Wereldvluchtelingendag (sinds 2000)
- Rooms-Katholieke kalender:
  - Heilige Silveer († 537)
  - Heilige Florentina (van Sevilla) († 636)
  - Heilige Benigna van Wroclaw († 1241)
  - Heilige Adalbert van Maagdenburg († 981)
  - Heilige Novatus van Rome († c. 150)
  - Heilige Adelgondis van Drongen († c. 650)
  - Heiligen Zeventien Ierse Martelaren: Dermot O’Hurley († 1584), Margaret Ball († 1584), Francis Taylor van Swords († 1621), ...
  - Zalige Margaret(ha) Ebner († 1351)
  - Jan Ysbrands Galama († 1942)

## Weerextremen

### Nederland
| | Officiële records | Officiële records | Officiële records |      | Landelijke records | Landelijke records | Landelijke records  |
| Gebeurtenis | Jaar              | Extreem           | Locatie           | Jaar | Extreem            | Locatie            |                     |
| --- | ----------------- | ----------------- | ----------------- | ---- | ------------------ | ------------------ | ------------------- |
| Laagste etmaalgemiddelde temperatuur (°C) | 1964              | 9,6               | De Bilt           |      | 1923               | 9,3                | De Kooy, Eelde      |
| Hoogste etmaalgemiddelde temperatuur (°C) | 2000              | 25,9              | De Bilt           |      | 2000               | 26,9               | Maastricht          |
| Laagste minimumtemperatuur (°C) | 1915              | 3,9               | De Bilt           |      | 1915               | 1,0                | Eelde               |
| Hoogste minimumtemperatuur (°C) | 2023              | 18,6              | De Bilt           |      | 2000               | 19,9               | Lauwersoog          |
| Laagste maximumtemperatuur (°C) | 1977              | 13,1              | De Bilt           |      | 1923               | 10,7               | De Kooy             |
| Hoogste maximumtemperatuur (°C) | 2000              | 33,6              | De Bilt           |      | 2005               | 34,7               | Gilze-Rijen         |
| Hoogste uurgemiddelde windsnelheid (m/s) | 1927, 1948        | 10,3              | De Bilt           |      | 1976 1980          | 18,0 18,0          | IJmuiden Cadzand    |
| Hoogste windstoot (m/s) | 1954              | 17,5              | De Bilt           |      | 1971 1980          | 22,1 22,1          | De Kooy Vlissingen  |
| Langste zonneschijnduur (uur) | 1902              | 16,3              | De Bilt           |      | 1902               | 16,3               | De Bilt             |
| Langste neerslagduur (uur) | 1935              | 17,7              | De Bilt           |      | 1935               | 17,7               | De Bilt             |
| Hoogste etmaalsom van de neerslag (mm) | 1976              | 28,2              | De Bilt           |      | 2021               | 42,9               | Hoorn Terschelling  |
| Laagste etmaalgemiddelde relatieve vochtigheid (%) | 1936              | 40                | De Bilt           |      | 1936               | 40                 | De Bilt             |
| Laagste uurwaarde luchtdruk op zeeniveau (hPa) | 1933              | 995,8             | De Bilt           |      | 1933               | 994,7              | De Kooy, Vlissingen |
| Hoogste uurwaarde luchtdruk op zeeniveau (hPa) | 1906              | 1029,8            | De Bilt           |      | 1906               | 1030,2             | Vlissingen          |
| Officiële records worden altijd gemeten op het KNMI-weerstation in De Bilt. Landelijke records kunnen worden gemeten op elk officieel KNMI-weerstation in Nederland. |                   |                   |                   |      |                    |                    |                     |

Uitzonderlijke gebeurtenissen
- 1936 - Eerste officiële tropische dag van het jaar (maximumtemperatuur ≥ 30 °C in De Bilt)
- 2000 - Officieel hoogste minimumtemperatuur in °C van het jaar gemeten in De Bilt: 17,8. Samen met 14 augustus
- 2000 - Laatste officiële tropische dag van het jaar (maximumtemperatuur ≥ 30 °C in De Bilt)
- 2023 - Officieel hoogste windstoot in m/s van juni dit jaar gemeten in De Bilt: 13,0. Samen met 11, 13 en 19 juni
- 2023 - Landelijk hoogste windstoot in m/s van juni dit jaar gemeten in Houtribdijk: 22,0
- 2023 - Officieel hoogste etmaalsom van de neerslag in mm van juni dit jaar gemeten in De Bilt: 7,0

### België
Dagrecords
- 1916 - Laagste etmaalgemiddelde temperatuur 9,4 °C
- 2005 - Hoogste etmaalgemiddelde temperatuur 26,5 °C
- 1916 - Laagste minimumtemperatuur 3 °C
- 2005 - Hoogste maximumtemperatuur 33,9 °C
- 2002 - Hoogste etmaalsom van de neerslag 19 mm

Uitzonderlijke gebeurtenissen
- 1916 - Koudste juni-decade van de eeuw: gemiddelde temperatuur: 10,2 °C in Ukkel.
- 1963 - 120,3 mm regen tijdens de 10 dagen in Ukkel: recordwaarde voor alle decaden tijdens de maand juni.
- 2005 - Hoge maximumtemperaturen tot 36,6 °C in Kleine-Brogel (Peer).

<< · 1 · 2 · 3 · 4 · 5 · 6 · 7 · 8 · 9 · 10 · 11 · 12 · 13 · 14 · 15 · 16 · 17 · 18 · 19 · 20 · 21 · 22 · 23 · 24 · 25 · 26 · 27 · 28 · 29 · 30 · >>